# Apiomorpha hilli
Apiomorpha hilli är en insektsart som beskrevs av Walter Wilson Froggatt 1921. Apiomorpha hilli ingår i släktet Apiomorpha och familjen filtsköldlöss. Inga underarter finns listade i Catalogue of Life.